# Periscope GmbH
Die Periscope GmbH ist ein deutsches, mittelständisches Dienstleistungsunternehmen der Elektronikfertigung (Electronics Manufacturing Services (EMS)) mit Standort im nordrheinwestfälischen Paderborn. Das Unternehmen ging am 16. Juni 2014 aus dem Konzern Flextronics hervor.

## Tätigkeit
Periscope deckt die komplette Auftragsfertigung von elektronischen Baugruppen, Geräten und Systemen ab: von der Unterstützung bei der Produktentwicklung, Produkt- und Prozessoptimierung, Design for Manufacturing/Costs/Tests, Prototypenbau und Testkonzepten bis hin zum After Sales Service.
Aufgrund ihrer knapp 50-jährigen Geschichte ist die Periscope GmbH in verschiedenen Marktsegmenten aktiv:
- Automobilindustrie
- Industrie
- Gebäudeautomation
- Kommunikation & Netzwerke
- Batteriemanagementsysteme
- Unterhaltungselektronik
- Haushaltsgeräte
- Freizeit- und Sportgeräte

## Geschichte
Die Elektronikfertigungsstätte in Paderborn findet seine Wurzeln bei Heinz Nixdorf. Der Paderborner Unternehmer gründete 1952 das Labor für Impulstechnik in Essen, dessen Firmensitz er 1959 nach Paderborn verlegte. Daraus entstand im April 1968 die Nixdorf Computer AG.
1974 begann der Bau des Produktionswerkes am ehemaligen unteren Frankfurter Weg, dem heutigen Heinz-Nixdorf-Ring. Im Laufe der folgenden zehn Jahre wurde der gesamte Gebäudekomplex fertiggestellt, welcher in den 1970er Jahren sogar mit dem Architekturpreis für Industriebauten ausgezeichnet wurde.
Vier Jahre nach dem Tod des Visionärs Heinz Nixdorf im Jahre 1986, wurde die Nixdorf Computer AG zu großen Teilen von Siemens aufgekauft. Am 1. Oktober 1990 entstand daraus „Siemens Nixdorf Informationssysteme AG“. In den folgenden acht Jahren erhöhte sich der Anteilsbesitz und die Siemens Nixdorf Informationssysteme AG wurde in die Siemens AG integriert.
Als erstes Unternehmen europaweit setzte die Paderborner Elektronikfertigung seit 1994 Ball Grid Arrays (BGA) auch in der Massenproduktion ein.
Als ein Joint Venture der beiden Mutterkonzerne Fujitsu und Siemens, wurde Siemens Nixdorf Informationssysteme am 1. Oktober 1999 zu „Fujitsu Siemens Computers“ (FSC). Beide Mutterkonzerne waren jeweils zu 50 % beteiligt. 2009 verkaufte Siemens seine Anteile an FSC an Fujitsu.
Ein Teil des Standortes Paderborn wurde bereits am 1. Januar 2000 von dem internationalen Elektronikkonzern Flextronics International Germany GmbH & Co KG aufgekauft. Damit wurde der Paderborner Fertigungsort in einen global agierenden Konzern eingebettet, der Standorte in Nord- und Südamerika, Asien, Europa und Nordafrika betreibt, und bot seitdem auch die externe Fertigung als Dienstleistung für andere Unternehmen an. Zuvor wurden lediglich reine Inhouse-Lösungen für die eigens entwickelten Produkte gefertigt.
Die deutsche Flextronics Germany Holding GmbH wurde im Sommer 2014 an die Investorengruppe 4K Invest veräußert. Nach der Aufnahme der operativen Tochter Flextronics International Germany GmbH & Co. KG firmiert das Unternehmen seit dem 16. Juni 2014 als Periscope GmbH.
In einem Asset Deal wurden seit dem 1. Juni 2016 die Aktivitäten der Periscope GmbH offiziell von der ROB Cemtrex Gruppe übernommen. Es wurden die zwei Unternehmen gegründet:
- ROB Cemtrex Automotive GmbH
- ROB Cemtrex Logistics GmbH